# بيبسي مان (لعبة فيديو)
بيبسي مان (بالإنجليزية: Pepsiman)‏ أو رجل البيبسي هي لعبة فيديو بلاي ستيشن يابانية تم إنتاجها في سنة 1999 وسوقت لصالح شركة المشروبات الغازية بيبسي وقد قامت شركة كاي آي دي اليابانية ببرمجتها، طرحت في البداية في SEGA في اليابان ثم تم دبلجتها باللغة الإنجليزية وثم دبلجت باللغة الإسبانية وقد أختير بيبسي مان كشخصية ضمن لعبة قتال الأفاعي.

## الإصدار الياباني
برغم أن اللعبة صدرت باليابان وتم تسجيل الأصوات بِدَور الممثلين الصوتيين الأمريكيين، إلا أن اللعبة حققت شهرة عالمياً رغم الإصدار الحصري باللغة اليابانية.

## معرض الصور

بيبسي مان في إحدى المراحل الأولية للعبة
شخصية بيبسي مان يستخدم الأدوات المحددة في المرحلة

## روابط خارجية
- بيبسي مان على موقع IMDb (الإنجليزية)